# Stara Synagoga w Essen
Stara Synagoga w Essen (niem. Alte Synagoge) – centrum kulturalne i miejsce pamięci w mieście Essen zlokalizowane w centrum miasta, na Steeler Straße 29, blisko obecnego ratusza miejskiego.
Budowa synagogi razem z przyległym Rabbinerhaus (domem rabina), w którym obecnie znajdują się archiwa Essen, trwała dwa lata i została ukończona w 1913 roku. Nazwano ją wtedy "Nową Synagogą". Dziś budowla jest jedną z największych, najlepiej zachowanych i świadczących o żydowskiej kulturze w przedwojennych Niemczech.
Synagoga była kulturalnym i socjalnym ośrodkiem esseńskiej Gminy Żydowskiej, która w 1933 roku liczyła co najmniej 5000 członków. W synagodze regularnie odbywały się nabożeństwa aż do nocy kryształowej z 9 na 10 listopada 1938 roku, kiedy to doszczętnie zniszczono jej wnętrze, chociaż część zewnętrzna pozostała nienaruszona. W czasie II wojny światowej synagoga została częściowo zbombardowana.